# Clementina (fruta)
A clementina (Citrus clementina) é um tangor, um híbrido de frutas cítricas entre uma tangerina de folha de salgueiro (C. deliciosa) e uma laranja doce (C. sinensis), batizada em homenagem a Clément Rodier, um missionário francês que descobriu e propagou a cultivar na Argélia. O exterior é de cor laranja profunda com aparência lisa e brilhante. As clementinas podem ser separadas em 7 a 14 segmentos. Semelhante às tangerinas, elas tendem a ser fáceis de descascar. Normalmente são suculentas e doces, com menos ácido do que as laranjas. Seus óleos, como os de outras frutas cítricas, contêm principalmente limoneno, bem como mirceno, linalol, α-pineno e muitos outros aromáticos complexos.

## História

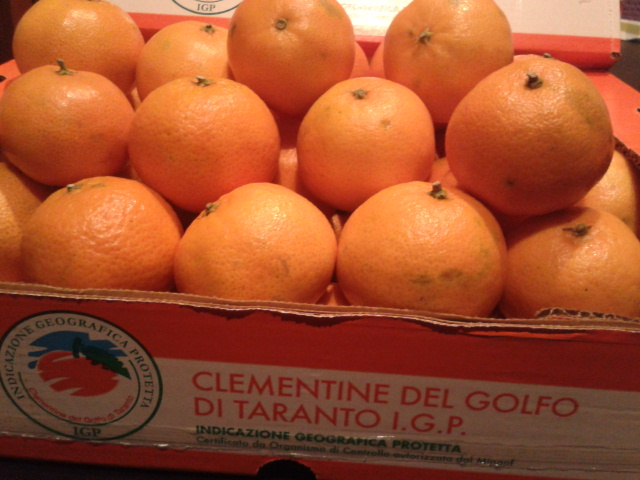
Cultivar italiana, clementinas do Golfo de Taranto.

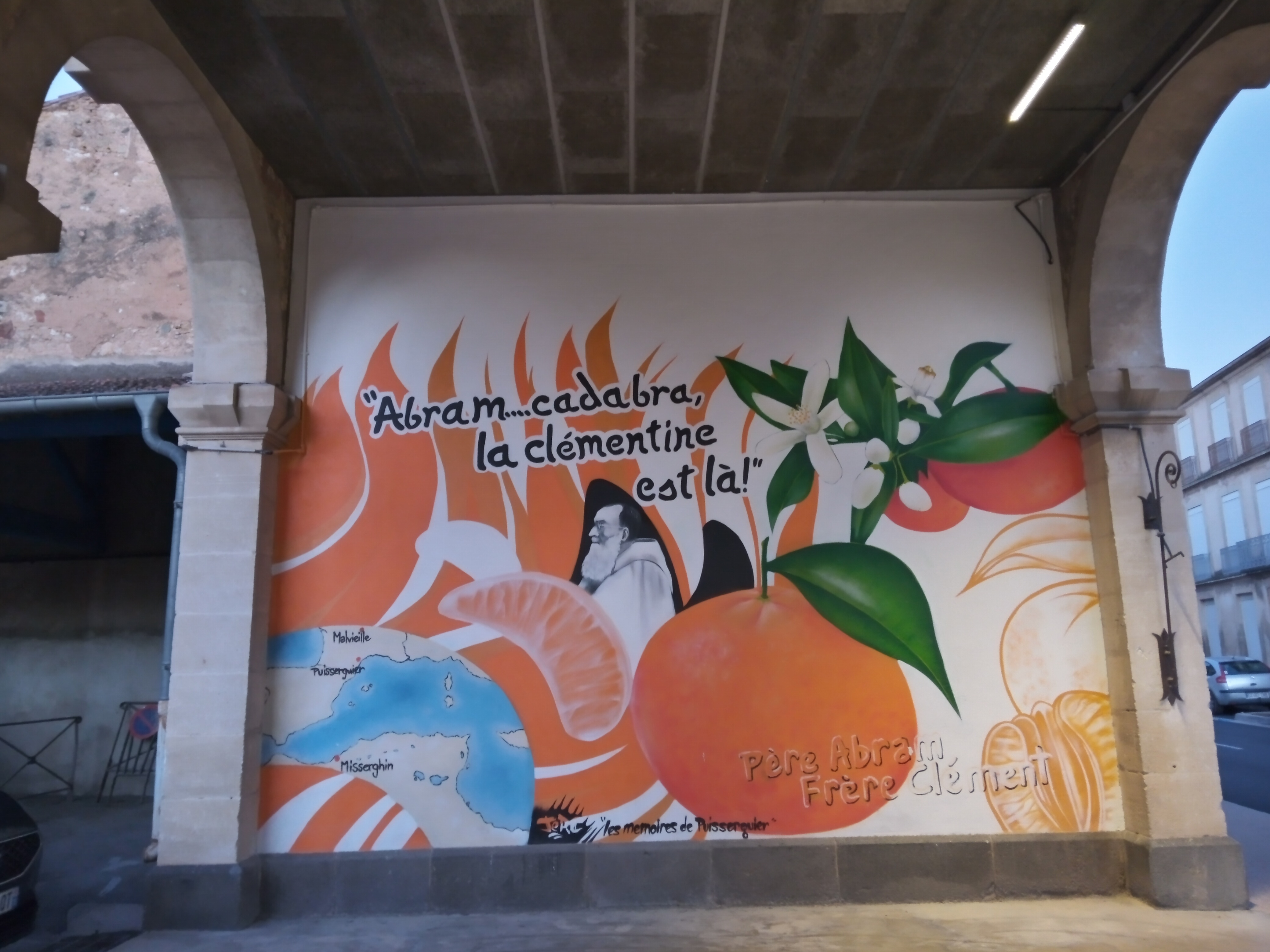
Mural da Clementina em Puisserguier, França, celebrando o Padre Abram, fundador do orfanato argelino Misserghin, onde a primeira clementina cítrica foi selecionada.

A clementina é um híbrido cítrico espontâneo que surgiu no final do século XIX em Misserghin, na Argélia, no jardim do orfanato do irmão missionário francês Clément Rodier, que lhe deu o nome oficial em 1902. Algumas fontes atribuíram uma origem anterior ao híbrido, apontando para frutas similares nativas das províncias de Guangxi e Guangdong, na atual China, mas essas são provavelmente híbridos distintos de tangerina, e a análise genômica da clementina mostrou que ela surgiu de um cruzamento entre uma laranja doce (Citrus sinensis) e a tangerina folha de salgueiro mediterrânea  (willowleaf) (Citrus deliciosa), consistente com a origem argelina.
Há três tipos de clementinas: clementinas sem sementes, clementinas (máximo de 10 sementes) e Monreal (mais de 10 sementes). As clementinas se assemelham a outras variedades cítricas, como a mikan e as tangerinas.

## Cultivo
As clementinas diferem de outros cítricos por terem menor necessidade de calor, o que significa que a tolerância à maturidade dos frutos e a sensibilidade a condições desfavoráveis durante o período de floração e frutificação são maiores. Entretanto, em regiões de calor total elevado, a clementina frutifica cedo, apenas um pouco mais tarde do que a tangerina satsuma. Essas regiões, como o norte da África, a bacia do Mediterrâneo e a Califórnia, também favorecem a maximização do tamanho e da qualidade da clementina. Como resultado, as Clementinas mais saborosas são provenientes dessas regiões quentes.
Ela foi introduzida na agricultura comercial da Califórnia em 1914, embora tenha sido cultivada no Citrus Research Center (agora parte da Universidade da Califórnia, Riverside) já em 1909. As clementinas perdem sua característica desejável de não ter sementes quando sofrem polinização cruzada com outras frutas. Em 2006, para evitar isso, produtores como a Paramount Citrus, na Califórnia, ameaçaram processar os apicultores locais para manter as abelhas longe de suas plantações.

## Tipos

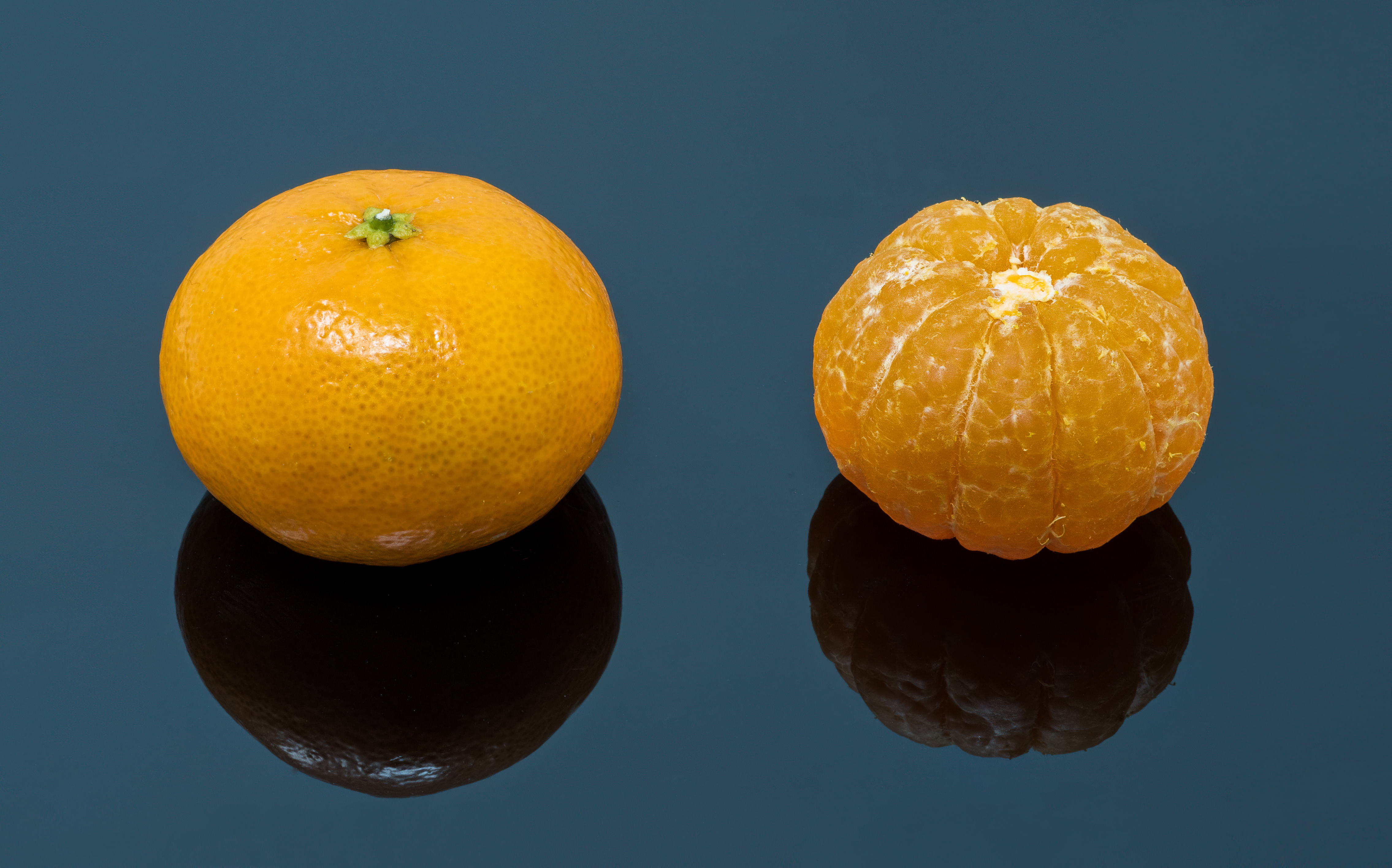
Clementina sem sementes, com casca e descascada.

- Sem sementes - existe no norte da África. As versões sem sementes da clementina são conhecidas como o tipo comum (sem sementes ou praticamente sem sementes). As clementinas comuns são muito parecidas com o tipo Monreal; os dois tipos são praticamente idênticos em termos de características específicas da árvore. A árvore de clementina sem sementes é autoincompatível; é por isso que a fruta possui tão poucas ou nenhuma semente. Para ser polinizada, ela precisa de polinização cruzada.[12]
- Monreal - existe no norte da África. A clementina Monreal pode se autopolinizar e tem sementes. As clementinas Monreal são, em média, maiores do que a variedade sem sementes, têm uma floração mais abundante e são mais doces.[12]
- Sweetclems - são normalmente cultivadas na Espanha e no norte da África. Ao contrário de outras variedades de clementina, elas geralmente têm 10 fatias. Elas são um pouco menores do que as clementinas comuns. Possuem um sabor doce, como sugere seu nome ("sweet" em inglês significa "doce"), mas não é excessivo e é bastante suave.

## Variedades
| País                                                              | milhões (de toneladas) |
| ----------------------------------------------------------------- | ---------------------- |
| China                                                             | 17,2                   |
| Espanha                                                           | 7,9                    |
| Turquia                                                           | 1,3                    |
| Marrocos                                                          | 1,1                    |
| Egito                                                             | 1,0                    |
| Brasil                                                            | 1,0                    |
| Mundo                                                             | 37,8                   |
| *FAOSTAT das Nações Unidas, que agrupa essas frutas em seus dados |                        |

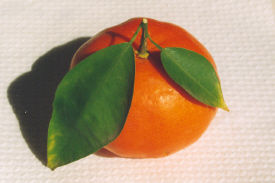
Clementina espanhola, possivelmente da cultivar Fina..

- Clementina espanhola, possivelmente da cultivar Fina..Algerian, a cultivar original de Rodier.[15]
- Fina, uma cultivar espanhola originalmente cultivada em um porta-enxerto de laranja amarga que lhe dava um sabor excelente, mas devido à vulnerabilidade a doenças, agora é cultivada em uma variedade maior de porta-enxertos, afetando o perfil de sabor.[15]
- Clemenules ou Nules - uma clementina popular, sem sementes, fácil de descascar e com um sabor doce muito agradável. Uma mutação da variedade Fina, a Nules é a clementina mais plantada na Espanha, onde amadurece de meados de novembro a meados ou final de janeiro. Também é amplamente plantada na Califórnia, onde amadurece de outubro a dezembro.[16] Produz frutos sem sementes que são maiores que os da Fina, mas menos doces.[15]
- Clementine del Golfo di Taranto, uma cultivar italiana (praticamente) sem sementes que recebeu o status de Indicação Geográfica Protegida (IGP) da União Europeia, produzida ao redor do Golfo de Taranto. Elas têm um sabor doce e um aroma intenso.[17]
- Clementine di Calabria, outra variedade italiana com IGP, cultivada na região da Calábria.[18]

## Nutrição
Uma clementina contém 87% de água, 12% de carboidratos e quantidades insignificantes de gordura e proteína (tabela). Entre os micronutrientes, apenas a vitamina C tem um teor significativo (59% do valor diário) em uma porção de referência de 100 gramas, com todos os outros nutrientes em quantidades baixas.

## Possíveis interações medicamentosas
Um estudo de 2017 indicou que os fitoquímicos da clementina podem interagir com medicamentos de forma semelhante aos da toranja. Um estudo de acompanhamento realizado em 2019, no entanto, questionou esses resultados.